# ロブ・ホール
ロバート・エドウィン・ホール（Robert Edwin Hall, MBE, 1961年1月14日 - 1996年5月11日）は、ニュージーランド出身の登山家・冒険家。1996年5月のエベレスト公募隊を引率中に遭難死した。

## 来歴
ニュージーランド南島最大の都市であるクライストチャーチ生まれ。ローマ・カトリックの信仰を持つ家庭に生まれ9人兄弟の9番目の子として誕生した。少年期から南アルプス山脈で登山に親しむ。
15歳で高校を中退し、アウトドア用品の製造と販売を手がける「アルプスポーツ社(Alpsports Ltd)」へ入社。デザイナーとしてアパレル製品を担当し、製造部長、縫製チームリーダーを務める。アルプスポーツ社に勤務しながら登山を続け、1981年6月にクック山の冬季登山では登頂者のいなかったキャロラインルートを初制覇するなどニュージーランド国内では著名な登山家として活動した。その後、アウトドア用品の製造と販売を手がける「マックパック社(Macpac Wilderness Ltd)」へ移籍し4年間勤務した後、自らのアパレルブランド「アウトサイド」を設立し独立する。独立後はシュラフザックやリュックサックなど登山用アパレル用品の製造と販売を行い（「アウトサイド」ブランド製品はホールのエベレスト登山にも使用している）、夏季はプロ登山家 兼 ガイドとして活動を始める。
19歳でアマ・ダブラム(6812m)の登頂に初成功。21歳でアマ・ダブラム（2度目）とヌンブール(6957m、2度目)の登頂に成功。1987年にヒマラヤへ戻り世界最高峰登山の準備に入る。1988年に登山家のギャリー・ボールと知り合い登山パートナー 兼 ビジネスパートナーになる。
ホールとボールは登山スポンサー獲得の為、7ヶ月間で七大陸最高峰登頂を目指し、1990年5月10日のエベレスト登頂を皮切りに、同年12月12日、時間期限の6時間前にヴィンソン・マシフ登頂に成功し七大陸最高峰登頂最年少記録を樹立した（当時29歳）。同年、ニュージーランド政府より登山家としての功績を評され「ニュージーランド記念メダル1990」を授与された。
この偉業達成によりホールとボールの名声は高まったが、スポンサー資金獲得の為、さらなる危険が伴う登山や、記録達成を目的とする冒険を繰り返す必要性に駆られることからプロ登山家を引退し、1991年に登山ガイド会社「ホール・アンド・ボール・アドベンチャー・コンサルタンツ(AC社)」（本社はクライストチャーチ）を共同設立し、商業登山専門のガイド業に専念することにした。アドベンチャー・コンサルタンツ社にはギャリー・コター（現・AC社ディレクター）が3人目のガイドとして加入。三十代に入るとニュージーランド南極調査プログラム(NZARP)のインストラクター 兼 レスキューチーム隊長として同行し南極大陸の山脈調査を行った。
1992年にK2を制覇。同年5月に公募隊を組織し顧客10名を引率しエベレスト登頂に成功（登頂成功顧客は10名中6名、ホールは2度目のエベレスト登頂）。この年、エリザベス2世より登山家としての功績を評され大英帝国勲章(MBE)を授与された。1990年のエベレスト初登頂の時、ベースキャンプの診療所に勤務するニュージーランド出身の女医ジャン・アーノルドと知り合い1992年に結婚した。
1993年10月、ダウラギリ登頂に成功したが、同行したギャリー・ボールが登山中に脳浮腫と肺水腫を発症し死亡。ボールの遺体引き下げは困難と判断され山の慣例に従いクレバスに埋葬された。ホールはパートナーを失い、アドベンチャー・コンサルタンツ社を個人で運営することになる。妻のジャンとは1993年にエベレストに登頂している（ホールは3度目のエベレスト登頂）。
1994年に公募隊を組織し4度目のエベレスト登頂に成功。またこの年、ローツェ、チョ・オユー、マカルーの登頂に成功。
1995年に2度目のチョ・オユー登頂に成功。

### エベレストでの遭難
1996年5月10日午前12時過ぎ（以下、ネパール時間）、ホールは公募隊を引率しガイド3名、顧客8名、シェルパと共にキャンプ4(C4,7980m)を出発。ホール率いるアドベンチャー・コンサルタンツ隊(AC隊)、スコット・フィッシャー率いるマウンテン・マッドネス隊(MM隊)、中華民国政府から派遣された高銘和（通称：マカルー・ガウ）が率いる台湾隊の3隊は行動を共にした。AC隊は同日午後2時までの登頂を目指しC4を出発。
しかし、標高8350mに位置する「バルコニー」と呼ばれる通過ポイントに固定ロープが設置されておらず、約1時間の予定外作業に入る。午前7時30分ごろ、顧客の1人ベック・ウェザーズが目の不調を訴え下山を申し出る。ホールは単独下山を認めず、隊が下山する午後2時まで留まるよう指示。ウェザーズはこの指示に従い山中に留まる。
標高8750mに位置する「ヒラリー・ステップ」と呼ばれる通過ポイントにも固定ロープは設置されておらず、約1時間の予定外作業に入る。登山者の増加に伴う渋滞が発生し、ここでAC隊の顧客3名が下山。
同日午後1時7分、MM隊のガイドであるアナトリ・ブクレーエフが無酸素で登頂を達成。ブクレーエフは同日午後2時30分まで顧客の到着を待ったが、MM隊の顧客マーティン・アダムスとクレフ・ショーニングの2名を除き登頂者がいなかったため下山を開始。
同日午後3時に台湾隊の高銘和（通称：マカルー・ガウ）が山頂に到達。このときには雪が降り始める。
同日午後3時まで山頂で顧客の到着を待っていたAC隊のシェルパも下山予定時間の午後2時を大幅に過ぎていたことから下山を開始。同日午後3時10分ごろから天候が悪化し始める。シェルパ頭のアン・ドルジェがヒラリー・ステップ上部にいるAC隊の顧客ダグ・ハンセンを見つけ下山するよう指示を出すもハンセンは指示に従わず登山を続行。ホールはシェルパ全員を下山させ他の顧客の支援を指示。ハンセンの酸素量が減っていたためホールは山頂を目指した。
山中でホールの下山を待っていたウェザーズも下山予定時間の午後2時を大幅に過ぎている状況に困惑し、MM隊のメンバー5名とAC隊のメンバー2名が下山して来たことから下山を決意。計8名でC4へ向う。
同日午後5時ごろ、ブリザードが吹き込みC4で視界不良となる。山頂にいるハンセンの意識が低下したことからホールは無線で救助を要請。AC隊のガイドであるアンディ・ハリスが酸素ボンベと水を持参し救助へ向う。
翌日、5月11日午前4時43分、南峰(8750m)にいるホールから無線が入り、ハリスが到着後、消息不明になったこと、ハンセンが死亡したこと、酸素ボンベの圧力調整弁が凍りつき酸素が吸引できないこと、手と足が凍傷にかかり下山が困難である状況が伝えられた。
同日昼頃、ホールからベースキャンプへ無線が入り、妻のジャン・アーノルドと話せるよう依頼。ニュージーランドにいるジャンと衛星電話で繋ぎ、生まれてくる娘の名前をサラ(Sarah)と名付けること、妻に心配しないよう言葉をかけるなど交信を続けたが、途中で無線交信は途絶えた。
同年5月23日、エベレスト山頂を目指していたIMAX登山隊により、ホールの遺体が発見された。「デス・ゾーン（死の領域）」と呼ばれる標高8000m以上の領域で遺体を確認したが、危険が伴うと判断され、遺体回収はされなかった。

## エピソード
- 1996年までにアドベンチャー・コンサルタンツ社は39名の顧客をエベレスト登頂に成功させた。ホール自身も5度のエベレスト登頂を記録。シェルパを除く登山家としては当時のエベレスト最多登頂回数記録を樹立した。

- 1997年にAC隊の顧客メンバーで、アウトドア誌編集者のジョン・クラカワーによるエベレスト遭難事故の真相を記述したノンフィクション著作『 空へ エヴェレストの悲劇はなぜ起きたか』（Into Thin Air）が発表された。この著作の中でクラカワーは遭難原因について、①ガイドとシェルパの指示を無視した顧客メンバーがいたこと、②顧客（アマチュア登山家）の高所登山の経験不足、③「バルコニー」と「ヒラリー・ステップ」での固定ロープの設置および渋滞待ちによる時間超過、を指摘している。クラカワーはアウトドア誌へアドベンチャー・コンサルタンツ(AC社)の広告掲載を条件にAC隊の顧客メンバーとしてこの登山に参加していた。

- 1997年、アドベンチャー・コンサルタンツ社(AC社)は創業者2名が死亡したことから、ホールの妻ジャン・アーノルドは途中からガイドとしてAC社に参加したギャリー・コターへ事業を売却した。ガイド事業を購入したコターは本社機能をワナカへ移転し、CEO・ディレクター 兼 筆頭ガイドとしてガイド業務を行っている。

- 2010年4月に組織されたネパールのシェルパ隊による清掃登山で、ホールの遺体を回収する計画が立てられたが[3]、2015年の時点で遺体はまだ回収されていない[4]。遺体はチベット側に落下したとも推測されている[3]。

- 2011年10月、ホールの娘・サラと妻のジャン・アーノルドはキリマンジャロ登頂に成功。サラは父・ロブが遭難死した2ヵ月後に出生し、15歳でキリマンジャロ登頂に成功した[5]。

## 登山年表
- 1980年（19歳） - アマ・ダブラム
- 1981年（20歳） - ヌンブール
- 1981年（20歳） - クック山
- 1982年（21歳） - アマ・ダブラム（2度目）
- 1982年（21歳） - ヌンブール（2度目）
- 1990年5月10日（29歳） - 七大陸最高峰
- 1992年（31歳） - K2
- 1992年5月12日（31歳） - エベレスト（2度目）
- 1993年（32歳） - ダウラギリ
- 1993年5月10日（32歳） - エベレスト（3度目）
- 1994年5月9日（33歳） - エベレスト（4度目）
- 1994年5月16日（33歳） - ローツェ
- 1994年10月6日（33歳） - チョ・オユー
- 1995年5月18日（34歳） - マカルー
- 1995年9月26日（34歳） - チョ・オユー（2度目）
- 1996年5月10日（35歳） - エベレスト（5度目 下山中に遭難死）